# Parti réformateur de Niévès
Le Parti réformateur de Niévès (en anglais : Nevis Reformation Party ; abrégé NRP) est un parti politique christophien actif à Niévès. Il est dirigé depuis 2020 par la femme d'affaires et consultante environnementale Janice Daniel-Hodge, elle est la première femme à diriger un parti politique dans le pays et est la fille de l'ancien Premier ministre de Niévès Simeon Daniel.

## Histoire
Le Parti réformateur de Niévès est fondé le 1er août 1970. Il se présente pour la première fois aux élections législatives nationales en 1971 et obtient un siège à l'Assemblée nationale en remportant 7,7 % des suffrages exprimés. Aux élections de 1975, le pourcentage de voix du NRP passe à 16,2 %, mais il perd son unique siège. Après avoir remporté 16,0 % des voix aux élections de 1980, il obtient deux sièges et fait partie du gouvernement de coalition dirigé par le Mouvement d'action populaire. En 1984, ses suffrages tombent à 10,1 %, mais il réussit à augmenter sa représentation en remportant un troisième siège. Néanmoins il le perd aux élections de 1989 et se retrouve réduit à deux sièges. Le premier chef du parti, Simeon Daniel, prend sa retraite en 1992. Le parti ne remporté qu'un seul siège en 1993 et le conserve aux élections de 1995, 2000, 2004 et 2010. En 2010, le député du NRP, Patrice Nisbett, rejoint le gouvernement fédéral en tant que procureur général de Saint-Kitts-et-Nevis.
En 2006, le parti remporte les élections à l'Assemblée de Niévès, en obtenant trois des cinq sièges et mettant fin au quatorze ans de pouvoir du Mouvement des citoyens conscients. Aux élections de 2011, le NRP reste au pouvoir en remportant de nouveau trois sièges.
Cependant le parti perd les deux dernières élections, il ne remporte qu'un seul des cinq sièges à pouvoirs aux élections à l'Assemblée de Niévès de décembre 2017. Il forme actuellement l'opposition officielle à Niévés, en détenant deux des cinq sièges à l'Assemblée de l'île après avoir été battu de nouveau par le Mouvement des citoyens conscients (CCM) aux élections de 2022. Le parti ne détient également plus aucun des onze sièges de l'Assemblée nationale.

## Dirigeants
Jusqu'en 2020, le parti a connu quatre dirigeants: 
| Nom                 | Début | Fin      | Réf.  |
| ------------------- | ----- | -------- | ----- |
| Simeon Daniel       | 1970  | 1992     |       |
| Robelto Hector      | 1970  | 1992     | [ 9 ] |
| Janice Daniel-Hodge | 2020  | en cours | [ 9 ] |

## Résultats électoraux

### Assemblée nationale
| Année | Chef                | Voix  | %     | Rang | Sièges à Niévès | +/–           | Gouvernement        |
| ----- | ------------------- | ----- | ----- | ---- | --------------- | ------------- | ------------------- |
| 1971  | Simeon Daniel       | 1 127 | 7,73  | 3e   | 1 / 3           | Nv            | Opposition          |
| 1975  | Simeon Daniel       | 1 987 | 16,24 | 3e   | 0 / 3           | 1             | Extra-parlementaire |
| 1980  | Simeon Daniel       | 2 356 | 16,02 | 3e   | 2 / 3           | 2             | Gouvernement        |
| 1984  | Simeon Daniel       | 1 830 | 10,13 | 3e   | 3 / 3           | 1             | Gouvernement        |
| 1989  | Simeon Daniel       | 1 948 | 11,11 | 3e   | 2 / 3           | 1             | Gouvernement        |
| 1993  | Joseph Parry        | 1 641 | 8,55  | 4e   | 1 / 3           | 1             | Gouvernement        |
| 1995  | Joseph Parry        | 1 521 | 7,03  | 4e   | 1 / 3           | en stagnation | Opposition          |
| 2000  | Joseph Parry        | 1 710 | 7,83  | 4e   | 1 / 3           | en stagnation | Opposition          |
| 2004  | Joseph Parry        | 1 688 | 7,48  | 4e   | 1 / 3           | en stagnation | Opposition          |
| 2010  | Joseph Parry        | 2 539 | 9,75  | 4e   | 1 / 3           | en stagnation | Gouvernement        |
| 2015  | Joseph Parry        | 3 276 | 10,81 | 4e   | 1 / 3           | en stagnation | Opposition          |
| 2020  | Robelto Hector      | 2 232 | 8,02  | 5e   | 0 / 3           | 1             | Extra-parlementaire |
| 2022  | Janice Daniel-Hodge | 2 616 | 8,91  | 5e   | 0 / 3           | en stagnation | Extra-parlementaire |